# Иночкин, Яков Петрович
Яков Петрович Иночкин (3 марта 1906, Астрахань, Астраханская губерния, Российская империя — 31 декабря 1980, Обнинск, Калужская область, РСФСР, СССР) — советский государственный и партийный деятель, 1-й секретарь Актюбинского обкома КПСС (1938—1943).

## Биография
В 1928—1929 гг. — в Красной Армии, в 1930—1932 гг. — инспектор завода тракторов в Сталинграде, в 1932—1935 гг. — помощник начальника политотдела машинно-тракторной станции. С 1935 года — секретарь районного комитета комсомола в Туркмении, в 1936 гг. — инструктор ЦК Комсомола Туркмении, в 1936—1938 гг. учился в Всесоюзной академии социалистического сельского хозяйства, в июле-августе 1938 гг. — инструктор отдела сельского хозяйства ЦК КП(б)К. С августа 1938 по август 1943 года — 1-й секретарь Актюбинского обкома КПСС, в 1943—1945 — 1-й секретарь районного комитета ВКП(б) в Сталинграде, в 1945—1948 гг. учился в Высшей Партийной Школе при ЦК ВКП(б), в 1949—1953 гг. — начальник политотдела завода в Ангарске, позже глава политотдела на строительстве Обнинской АЭС. С 1960 года — преподаватель кафедры марксизма-ленинизма Обнинского филиала Московского инженерно-физического института, затем директор музея истории города Обнинска, с 1967 на пенсии.
Награжден орденом Ленина и орденом Знак Почета (05.11.1940, «в связи с 20-летним юбилеем Казахской ССР, за достижения в развитии промышленности, сельского хозяйства, науки и искусства»).